# Zweibrücken-Land (Verbandsgemeinde)
Zweibrücken-Land (littéralement Deux-Ponts-Campagne) est une Verbandsgemeinde (collectivité territoriale) de l'arrondissement du Palatinat-Sud-Ouest dans la Rhénanie-Palatinat en Allemagne. Son siège, la ville de Deux-Ponts (Zweibrücken), n'en fait pas partie.
La Verbandsgemeinde consiste en cette liste d'Ortsgemeinden (municipalités locales) :
| 1. Althornbach 2. Battweiler 3. Bechhofen 4. Contwig 5. Dellfeld 6. Dietrichingen 7. Großbundenbach 8. Großsteinhausen 9. Hornbach | 1. Käshofen 2. Kleinbundenbach 3. Kleinsteinhausen 4. Mauschbach 5. Riedelberg 6. Rosenkopf 7. Walshausen 8. Wiesbach |